# 八廓

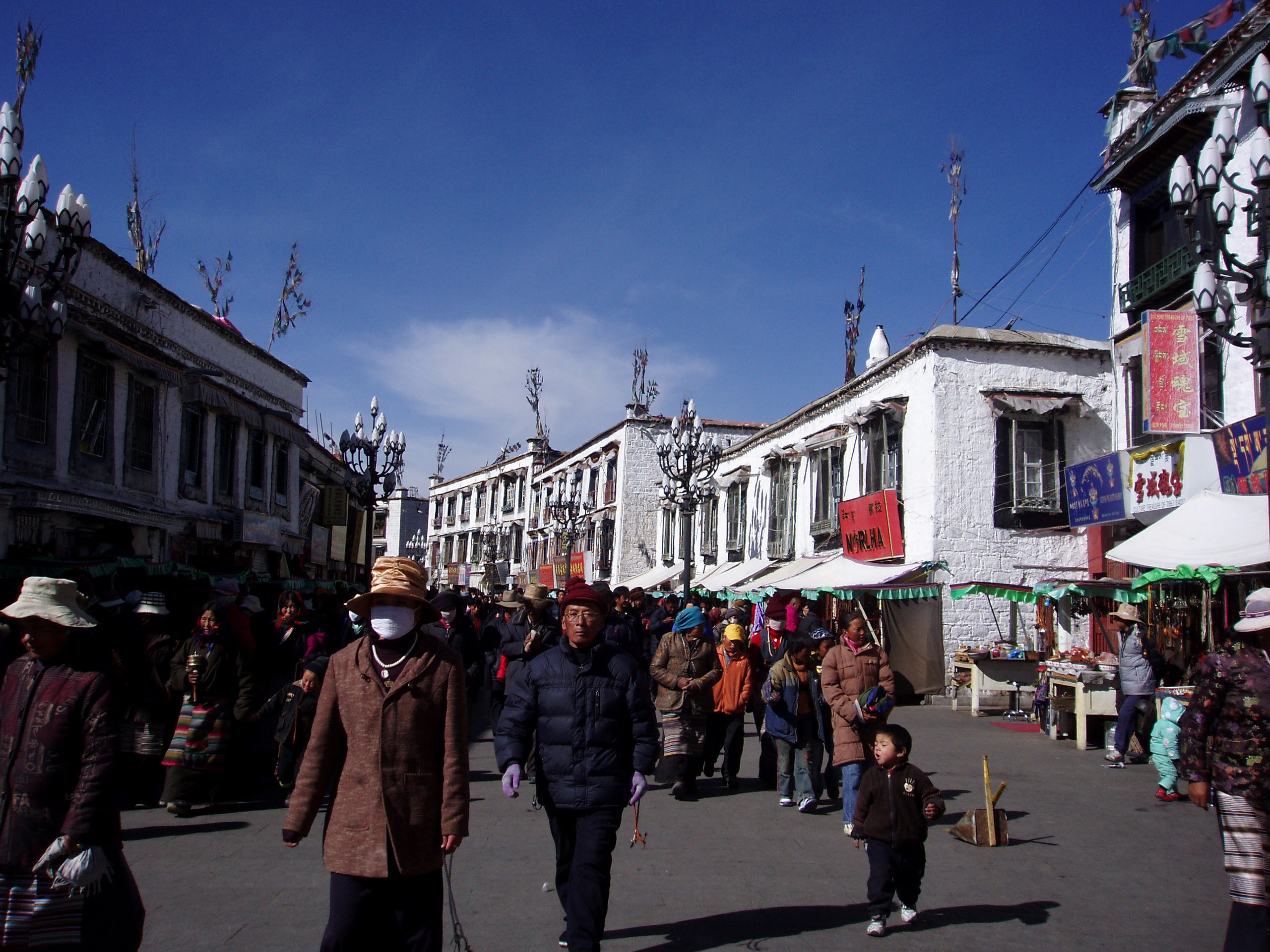
冬日的八廓

八廓（藏語：བར་སྐོར་，威利转写：bar-skor，藏语拼音：Pargor），是拉萨旧城的商业中心、最繁忙的街道。八廓环形路是由八廓东街、八廓南街、八廓西街、八廓北街组成。八廓街的周长约为1000余米，起源于公元7世纪，较好的保留了拉萨古城的原始风貌。
八廓是拉萨最古老的街道，古代松赞干布和文成公主率部迁徙到拉萨后，首先建造了大昭寺，藏传佛教的信徒们就开始围绕大昭寺转经，逐渐形成一条道路，成为拉萨三条转经道的中转经道之一（另两条为环绕包括布达拉宫在内的拉萨老城的外转经道“林廓”和大昭寺内的内转经道“囊廓”），藏族人称八廓为“圣路”，藏语“廓”的意思即为“转经道”。八廓是一条单行道，在八廓上行走，必须和转经筒的旋转方向一致，即顺时针行走（右绕），街上也有许多信徒在一步一长跪地转经。

## 名称译法
“八角街”是汉语的旧译，彼时藏区和汉区的交流以四川为首。在四川方言中，“角”读作“guo”，故译为“八角街”，现以普通话译“八廓街”，而其正确译法为“帕廓”街：其中“帕”意为中；“廓”意为转。